# Фосфат диспрозия(III)
Фосфат диспрозия(III) — неорганическое соединение, 
соль диспрозия и фосфорной кислоты с формулой DyPO4,
светло-жёлтые кристаллы,
не растворяется в воде,
образует кристаллогидраты.

## Получение
- Безводную соль получают сплавлением оксида диспрозия(III) с гидрофосфатом аммония:

{\displaystyle {\mathsf {Dy_{2}O_{3}+2(NH_{4})_{2}HPO_{4}\ {\xrightarrow {900-1200^{o}C}}\ 2DyPO_{4}+4NH_{3}+3H_{2}O}}}

## Физические свойства
Фосфат диспрозия(III) образует светло-жёлтые тетрагональные кристаллы.
Не растворяется в воде.
Образует кристаллогидрат состава DyPO4•5H2O.